# Erysiphe paeoniae
Erysiphe paeoniae är en svampart som beskrevs av R.Y. Zheng & G.Q. Chen 1981. Erysiphe paeoniae ingår i släktet Erysiphe och familjen Erysiphaceae.   Inga underarter finns listade i Catalogue of Life.